# Kari Eskola
Kari Eskola es un físico finlandés, especialista en física nuclear experimental y codescubridor de dos elementos químicos producidos artifialmente: el rutherfordio (1968) y el dubnio (1970). Es profesor emérito del departamento de Ciencias físicas de la universidad de Helsinki. No debe confundirse con Kari J. Eskola, también físico finlandés de la University of Jyväskylä ni con Kari O. Eskola, geofísico finlandés del Museo de Historia Natural y de la Universidad de Helsinki.

## Formación académica y Carrera profesional
Fue alumno de Matti Nurmia, al igual que Pirkko Eskola. Se incorporó en 1968 al grupo de investigación sobre elementos pesados del Laboratorio Lawrence Berkeley, junto a otros científicos, bajo la dirección de Albert Ghiorso y del Premio Nobel de Química en 1951, Glenn T. Seaborg. Se dedicó al análisis de datos de los experimentos de colisiones.

## Descubrimiento de nuevos elementos
El rutherfordio fue preparado en 1968 por bombardeo de californio con átomos de carbono, junto a Albert Ghiorso, Matti Nurmia, James A. Harris y Pirkko Eskola.
El dubnio fue preparado en 1970 por bombardeo de californio con átomos de nitrógeno, igualmente junto a Albert Ghiorso, Matti Nurmia, James A. Harris y Pirkko Eskola.

## Publicaciones
Ha publicado muchos artículos científicos sobre física nuclear y física experimental.